# リュール
リュール （Lure）は、フランス、ブルゴーニュ＝フランシュ＝コンテ地域圏、オート＝ソーヌ県のコミューン。

## 地理
ほぼヴォージュ山地のふもとにあり、ブザンソンへは80km、ベルフォールへは30km離れている。リュール、ヴズール、リュクセイユ＝レ＝バンの3箇所を結ぶ主要道路はしばしば混雑する。リュールは、アルザスやロレーヌへ向かう高速道路や主要道路の途上にある。A36とは40kmしか離れていない。
まちの郊外には大小様々な池が点在する。そのうちのいくつかはかつて砂利をほりあげた後のくぼ地に浸水したもので、水位の最高点は5m下に下がっている。残りの池のほとんどは氷河期のものである。それらは深さの平均が6mであり、岸は比較的急である。

## 交通
- 道路 - コミューンを南北に縦断するD64道路
- 鉄道 - LGVライン-ローヌ線、リュール駅

## 由来
817年のエクス＝ラ＝シャペルの教会会議で初めて現在のリュールについてふれられたとき、その名はLuterhaaであった。843年のヴェルダン条約、870年のメールセン条約においてもまちの名が引用されていた。コミューンの名は中世以来様々に記されてきた。Luthra/Lutra、1289年にLudra、Ludrensem、1374年にLuder、Luthre、Liura、Lura、Liure、Luyre、15世紀に現在のLureとなった。

## 歴史
19世紀にメロヴィング朝期のサルコファガスが発掘された。
451年にフン族が引き起こした混乱に続いて、ブルグント族がこの地に恒久的に定住した。その後、534年にフランク族が地域一帯を手中に収めた。7世紀初頭、アイルランドの聖職者コルンバヌス（fr）が12人の信者を連れてこの地域に定住した。610年に彼がリュクセイユから追放されると、信者たちは各地に分散した。そのうちの1人である聖デルは、旅を続けるうちに疲れ果て、リュールとなる土地に定住し、礼拝堂を建てた。620年にデルが死ぬと、リュールの名声が知れ渡った。しかし8世紀にはデルの建てた礼拝堂は所在がわからなくなっている。サラセン人が侵攻した際、修道士たちは虐殺され、修道院の回廊は15年もの間放置されていた。
ロタール1世死後の870年、王国は分割され、リュールはルートヴィヒ2世の王国に組み込まれた。14世紀に貴族の世界では不安が続き、ブルゴーニュ公国がリュールを攻撃する口実が見つかった。したがって、多くの要塞が1340年以降に建設されることとなった。1343年、修道院長の指揮により修道院はレンガ壁で補強され、外側は二重の堀で囲まれ、塔が付け足された。防衛設備は3つのバスティオンの門を搭載したもので、これは17世紀まで残っていた。1695年にルイ14世が壁の取り壊しを命じ、作業は1758年まで続いた。また、修道院建物はフランス革命後に国有化されたうえ売却され、新たな所有者が建物に使われている石材を建設資材とするため破壊した。
1474年、ブルゴーニュ公の支配下に入ったリュールは、その後ハプスブルク家を領主とした。
1674年、フランスのルネル侯爵がルイ14世の命令でリュールを占領した。ドイツ諸侯はもはや修道院の保護者ではなく、1679年にフランシュ＝コンテ全体がフランス王国に併合された。併合当時のリュールは壁と堀に囲まれており、その地理的位置はアルザスの要塞とライン軍のために備蓄倉庫をつくろうとしていたルイ14世の関心を引いた。計画は出されるが実行はされなかった。
1814年1月、オーストリア軍がリュールに入城した。まちは半年間、200人から450人の駐屯する兵士たちの日々の需要に応じなければならなかった。まちは1815年の7月8日から10月22日まであった軍病院の費用も負担していた。1814年の占領時にはロシア大公コンスタンチン・パヴロヴィチがリュールに滞在していた。この期間は経済的に悲惨な状況だった。設置されている駐屯地に加え、4ヶ月もの間7万人の兵士たちとほぼ24000頭のウマがいたからである。2度の占領でまちは借金を重ねた。この時期で8万フランが費やされた。
1870年代のリュールは、大きなまちにあるような2つの鋳造所があり綿織物工業や皮なめしが行われていたものの、小さな農業のまちであった。1857年から1858年に建設されたパリ-ベルフォール間の鉄道が現れるまでは工業は繁栄しなかった。1870年の普仏戦争によるアルザス・ロレーヌ併合後、アルザスの事業者たちがこの地域に移住してきた。最初の下水道は1913年から建設された。

## 出身者
- アラン・ペラン - サッカー指導者
- ジスラン・ルメール - 柔道家
- ロマン・アムマ - サッカー選手

## 人口統計
| 1962年 | 1968年 | 1975年 | 1982年 | 1990年 | 1999年 | 2006年 | 2009年 |
| ------ | ------ | ------ | ------ | ------ | ------ | ------ | ------ |
| 6408   | 7415   | 8639   | 9130   | 8843   | 8729   | 8352   | 8295   |

参照元:INSEE,,.

## 姉妹都市
- アスペルク、ドイツ
- ベルテシュティ・デ・ヨス、ルーマニア